# Aris Thessaloniki (Basketball)
Aris Thessaloniki BC (griechisch Άρης Θεσσαλονίκης ΚΑΕ) ist die Basketballabteilung des renommierten griechischen Sportvereins AS Aris. Sie ist eine der erfolgreichsten griechischen Mannschaften aus Thessaloniki. Neben einer Vielzahl nationaler Titel konnte Aris auch drei internationale Erfolge erringen. Die erfolgreichste Zeit hatte der Verein in den 1980er Jahren, als die Mannschaft, angeführt durch seine beiden Starspieler Nikos Galis und Panagiotis Giannakis, Serienmeister Griechenlands war.

## Logo
Das Logo der Basketballabteilung zeigt den in der griechischen Mythologie für den Gott des Krieges stehenden Ares (neugriechisch: Aris). Die beiden Sterne stehen für jeweils zehn gewonnene Titel.

## Historie

### Rückkehr auf die europäische Bühne (2015–2018)
Unter neuer Vereinsleitung spielte Aris, nach dreijähriger Abstinenz, ab der Saison 2015/16 auch wieder international. Zwar gelang es dem Verein unter Neutrainer Dimitris Priftis im Eurocup, nicht über die Zwischenrunde hinaus sich zu qualifizieren, doch immerhin in der heimischen Liga das Halbfinale der Playoffs zu erreichen, in welchem der makedonische Vertreter dem späteren Vizemeister Panathinaikos mit 2:3 Spielen unterlag. Auch im Spiel um Platz drei hatte der Verein dann das Nachsehen gegenüber dem AEK Athen. Aus eigenen Reihen wurde Okaro White zum spektakulärsten Spieler der Saison gewählt, der folgend jedoch den Verein verlassen hatte, um in der NBA spielen zu können.
In der Saison 2016/17 zählte Aris zu den ersten Teilnehmern der durch die FIBA neu installierten Basketball Champions League. Verstärken konnte sich der Klub unter anderem mit den Spielern Vasilis Kavvadas und Tadija Dragićević. Während der Saison wurde der Kader u. a. durch Vladimiros Giankovits ergänzt, der vom Valencia Basket Club ausgeliehen wurde. Im heimischen Pokalwettbewerb erreichte Aris das Finale. Dort kam es zur Neuauflage des Finales von 2014 als Aris dem Panathinaikos deutlich mit 53:90 Punkten unterlegen war und auch dieses Mal konnte der Athener Klub nicht bezwungen werden und Aris gab sich mit 59:68 Punkten geschlagen.
Ein wenig überraschend hatte Dimitris Priftis dann im Sommer 2017 den Verein verlassen, um als Hauptverantwortlicher zu Kuban in die VTB wechseln zu können, während er in Thessaloniki durch Panagiotis Giannakis ersetzt wurde.

## Aktueller Kader
| Nr. | Nat.               | Name                   | Position | Geburt     | Größe  | Info |
| --- | ------------------ | ---------------------- | -------- | ---------- | ------ | ---- |
| 1   | Griechenland       | Diamantis Slaftsakis   | Forward  | 27.07.1994 | 201 cm |      |
| 2   | Vereinigte Staaten | Jonathan Stark         | Guard    | 23.05.1995 | 183 cm |      |
| 3   | Elfenbeinküste     | Ismael Sanogo          | Forward  | 16.07.1996 | 200 cm |      |
| 4   | Griechenland       | Vassilis Toliopoulos   | Guard    | 15.06.1996 | 187 cm |      |
| 7   | Griechenland       | Dimitris Katsivelis    | Guard    | 01.10.1991 | 196 cm |      |
| 9   | Lettland           | Roberts Blumbergs      | Forward  | 29.04.1998 | 208 cm |      |
| 10  | Griechenland       | Giorgos Fillios        | Guard    | 10.02.2002 | 195 cm |      |
| 12  | Griechenland       | Filippos Tsachtsiras   | Forward  | 05.02.2006 | 205 cm |      |
| 13  | Griechenland       | Eleftherios Bochoridis | Guard    | 18.04.1994 | 196 cm |      |
| 17  | Griechenland       | Vassilis Kazamias      | Guard    | 12.05.1997 | 203 cm |      |
| 18  | Griechenland       | Nikos Persidis         | Forward  | 08.09.1995 | 200 cm |      |
| 22  | Angola             | Silvio de Sousa        | Center   | 07.10.1998 | 206 cm |      |
| 25  | Vereinigte Staaten | Ronnie Harrell         | Forward  | 11.03.1996 | 201 cm |      |
| 26  | Griechenland       | Andreas Kalogiros      | Forward  | 23.08.2002 | 198 cm |      |
| 30  | Vereinigte Staaten | Kris Bankston          | Center   | 11.06.1999 | 205 cm |      |
| 44  | Vereinigte Staaten | Roberto Gallinat       | Guard    | 29.12.1996 | 193 cm |      |

| Nat.         | Name                  | Position       |
| ------------ | --------------------- | -------------- |
| Griechenland | Ioannis Kastritis     | Head Coach     |
| Griechenland | Sotirios Karapostolou | Assistenzcoach |
| Griechenland | Christos Chasanidis   | Assistenzcoach |
| Griechenland | Giorgos Sigalas       | Assistenzcoach |
| Griechenland | Panagiotis Zalongos   | Assistenzcoach |

| Abk. | Bedeutung                       |
| ---- | ------------------------------- |
| Nr.  | Trikotnummer                    |
| Nat. | Nationalität                    |
| C    | Mannschaftskapitän              |
| S    | Suspension                      |
|      | Verletzungsbedingte Inaktivität |

### Kadertiefe
| Pos. | Starter     | Bank       | Bank       | Reserve     |
| ---- | ----------- | ---------- | ---------- | ----------- |
| C    | Banks       | Roberts    |            | Chatzidakis |
| PF   | Lazewski    | Mantzoukas | Gkiouzelis |             |
| SF   | Nolley      | Bochoridis |            | Pourlidas   |
| SG   | Hodge       | Woodbury   |            |             |
| PG   | Toliopoulos | DeJulius   | Kazamias   |             |

### Nicht mehr zu vergebene Nummern

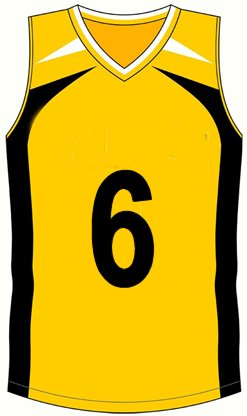
Nikos Galis Guard 1979–1992

## Bedeutende oder bekannte ehemalige Spieler
→ siehe auch: Ehemalige Spieler des Aris Saloniki.

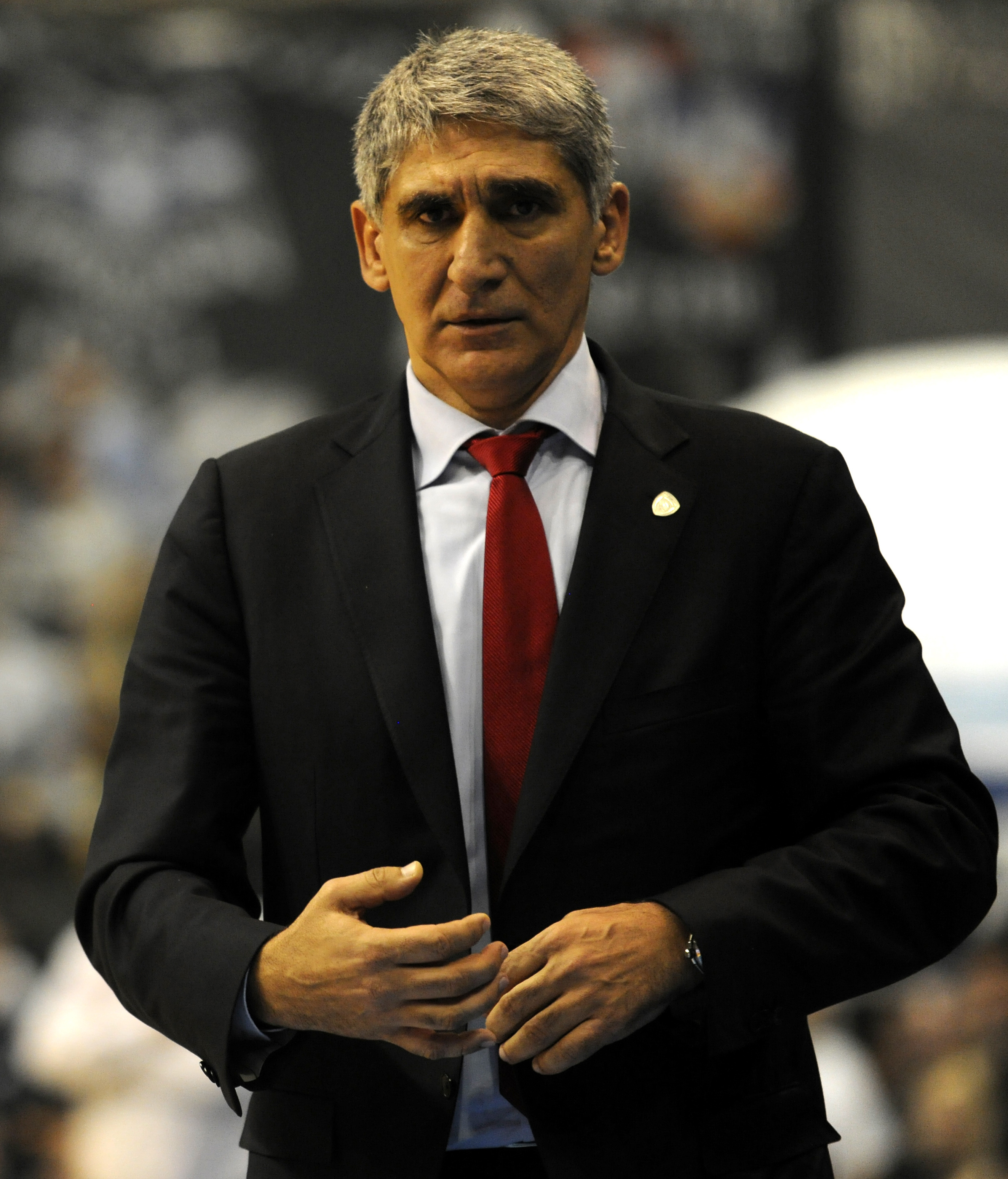
Panagiotis Giannakis
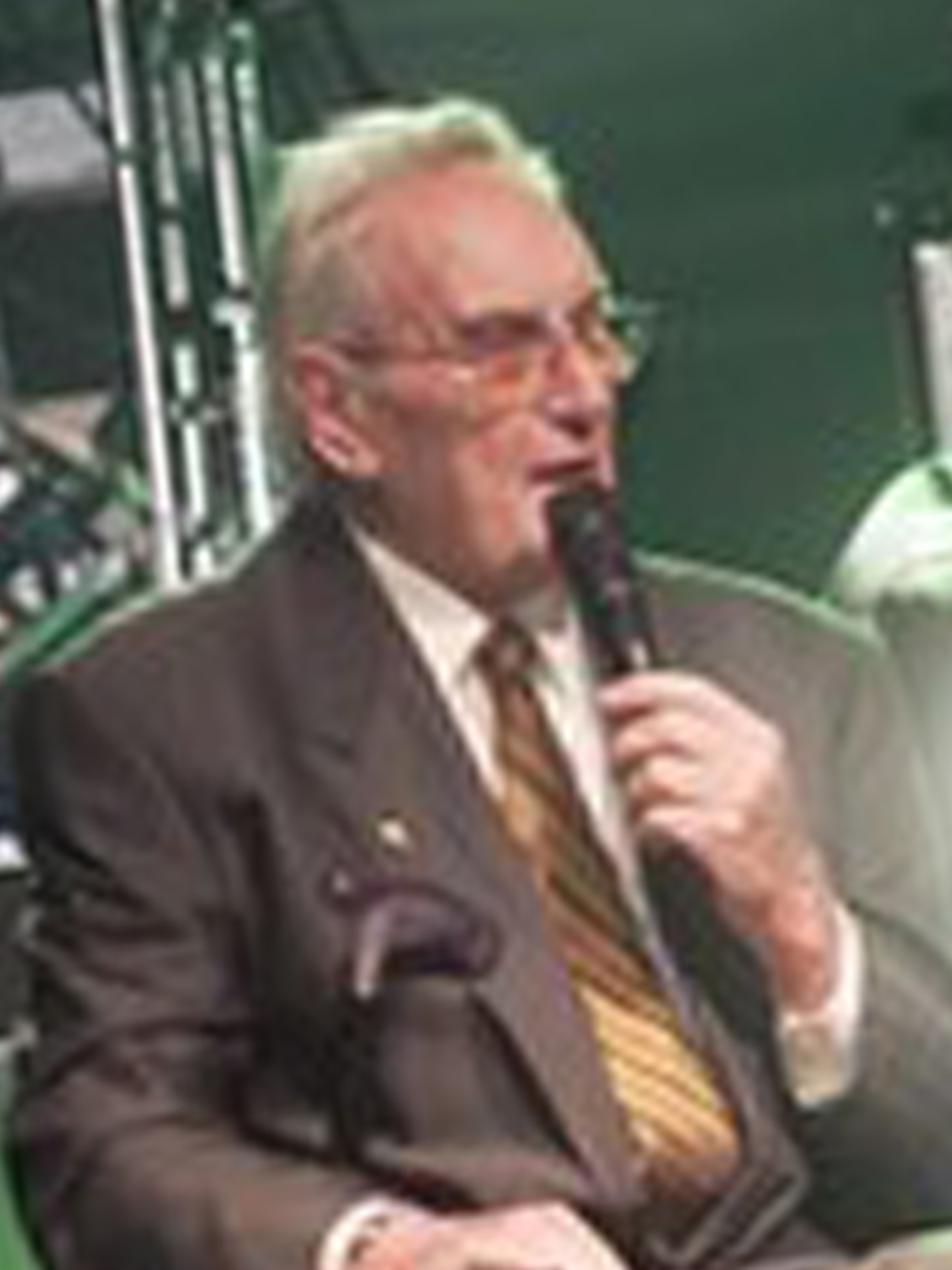
Fedon Mattheou
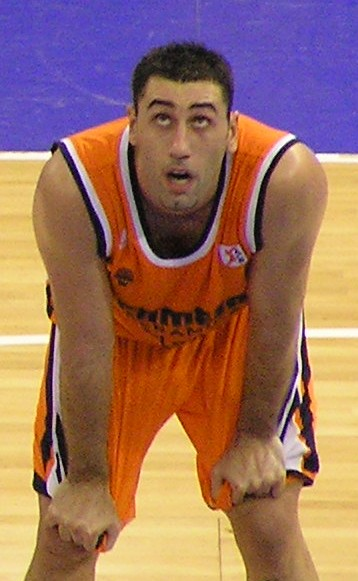
Dimos Dikoudis
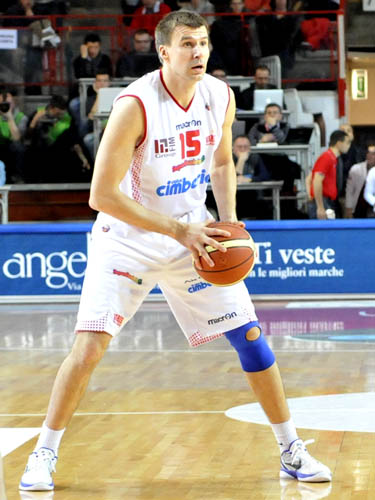
Simonas Serapinas
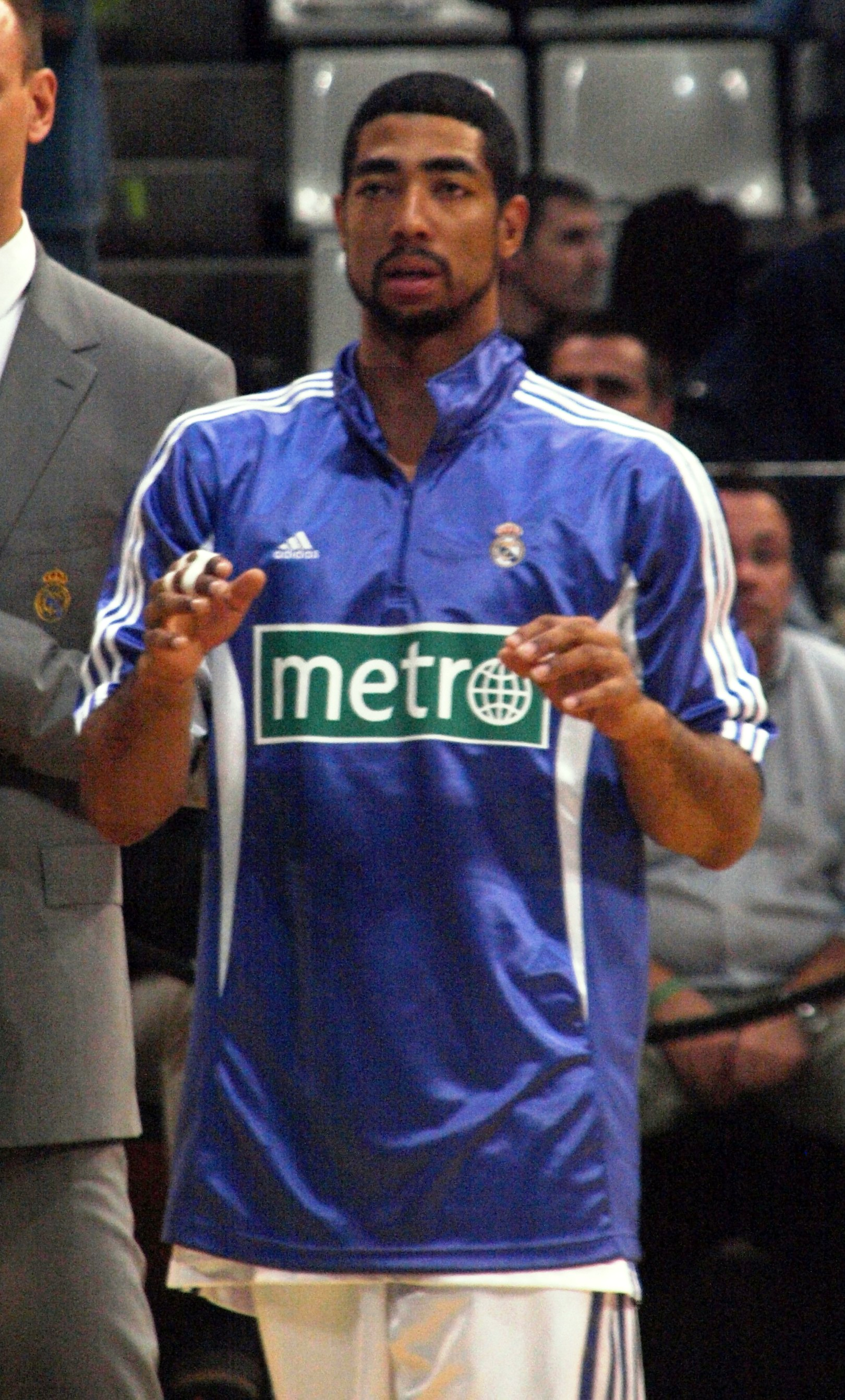
Jeremiah Massey
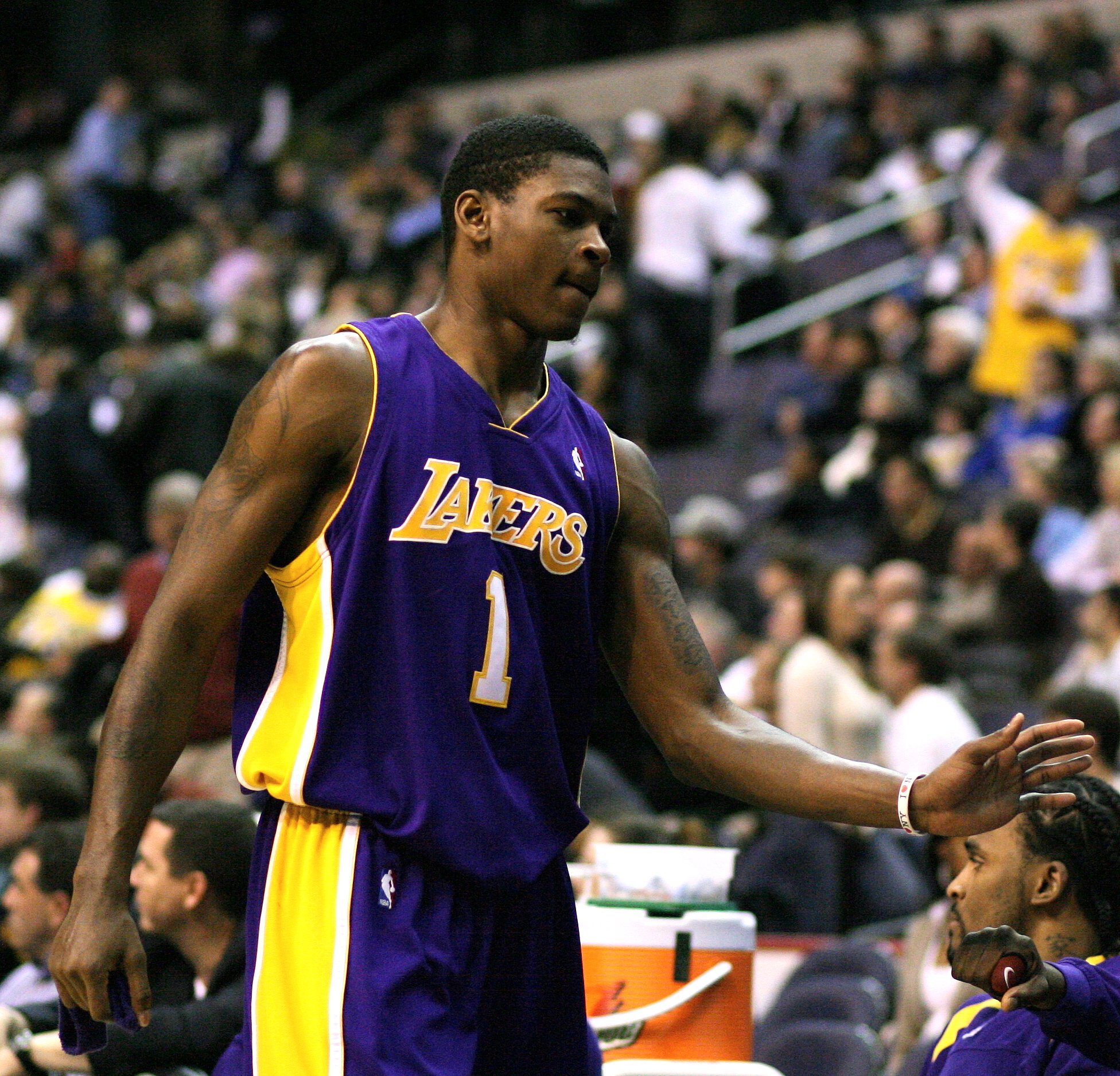
Smush Parker

| - Nikos Galis - Panagiotis Giannakis - Fedon Mattheou - Giannis Ioannidis - Agamemnon Ioannou - Michalis Kakiouzis - Giorgos Kalaitzis - Evangelos Vourtzoumis - Dimos Dikoudis | - Dimitrios Kokolakis - Michalis Romanidis - Georgios Sigalas - Žarko Paspalj - Roy Tarpley - Smush Parker - Jeremiah Massey - Simonas Serapinas - Stojko Vranković | - Okaro White |

## Bedeutende ehemalige Trainer
- Evangelos Alexandris
- David Blatt
- Ioannis Ioannidis
- Dušan Ivković
- Anestis Petalidis

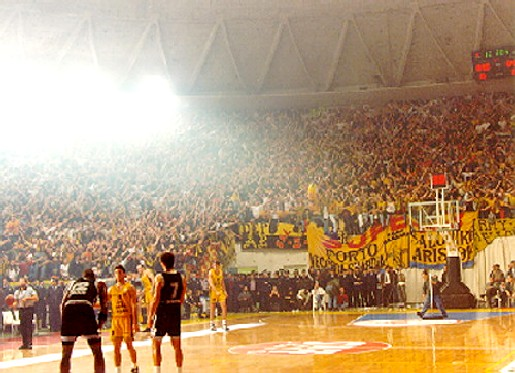
Aris-Fans bei einem Heimspiel

- Efthimis Kioumourtzoglou
- Dragan Šakota
- Zvi Sherf

## Statistiken

### Die höchsten Siege in der A1 Ethniki
Berücksichtigt werden Ergebnisse ab 1986
| Begegnung            | Ergebnis | Differenz | Saison  |
| -------------------- | -------- | --------- | ------- |
| Aris – Ionikos Nikea | 153–64   | +89       | 1986/87 |
| Aris – Ilisiakos     | 135–63   | +72       | 1986/87 |
| Aris – Sporting      | 127–67   | +60       | 1988/89 |
| Aris – Sporting      | 104–47   | +57       | 1992/93 |
| Aris – Piraikos      | 118–61   | +57       | 1992/93 |
| Aris – Panionios     | 133–78   | +55       | 1986/87 |

### Titel
Aris gehört zu den erfolgreichsten Vereinen Griechenlands und liegt gemessen an der Gesamtanzahl der gewonnenen Titel auf dem dritten Platz.
- Griechischer Meister (10): 1930, 1979, 1983, 1985, 1986, 1987, 1988, 1989, 1990, 1991
- Griechischer Pokalsieger (8): 1985, 1987, 1988, 1989, 1990, 1992, 1998, 2004
- Europapokal der Pokalsieger (1): 1993
- Korać-Cup (1): 1997
- FIBA Champions Cup (1): 2003